# Капустный флекерль

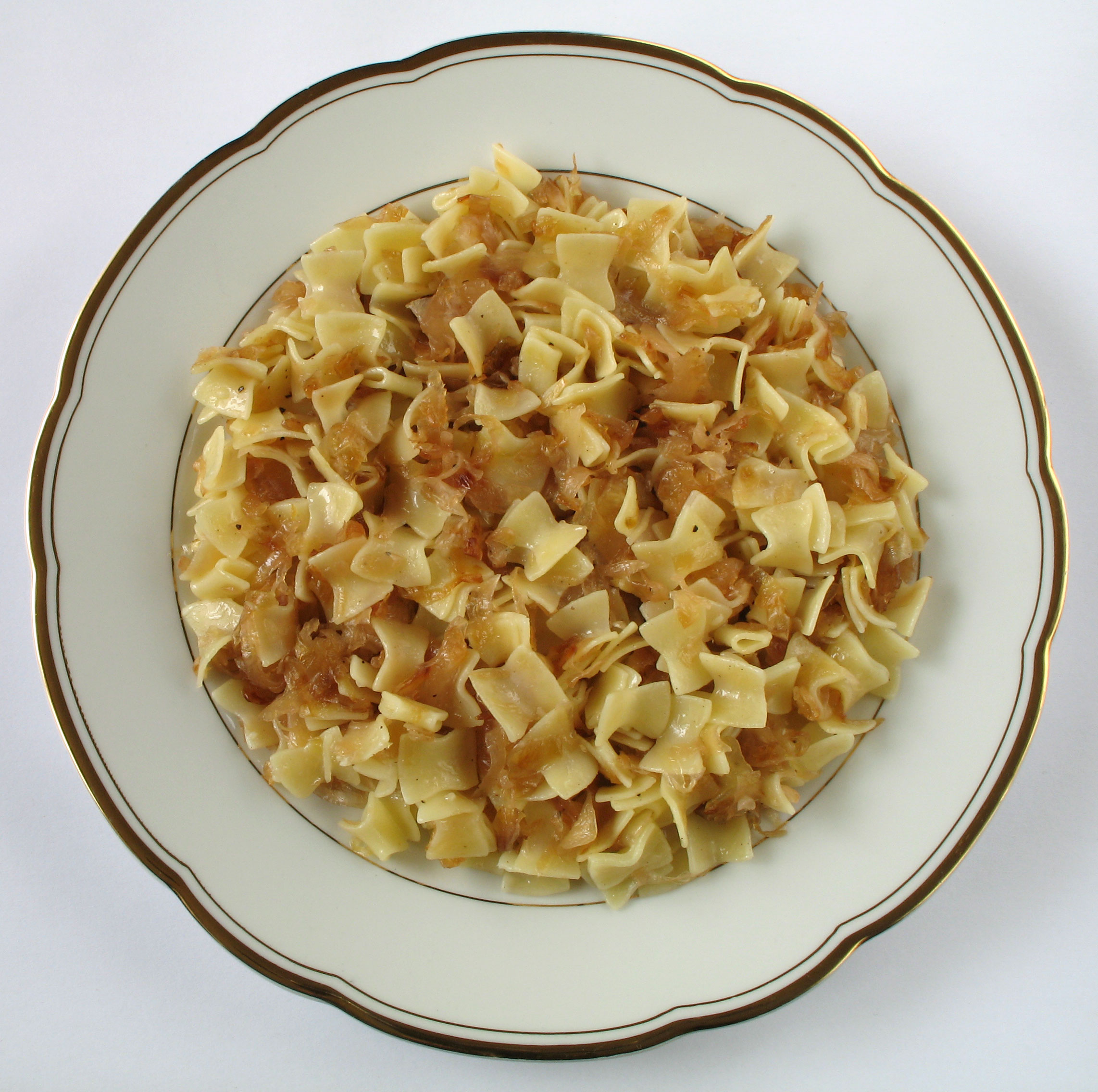
Капустный флекерль

Капустный флекерль (краутфлекерль; нем. Krautfleckerln) — традиционное блюдо австрийской и чешской кухни из макаронных изделий и капусты.
Краутфлекерль готовят из макаронных изделий флекерль и белокочанной капусты. Сначала репчатый лук слегка обжаривают, карамелизируют с сахаром и добавляют капельку уксуса. Затем добавляется порезанная квадратиками белокочанная капуста, приправы (соль, чёрный перец и тмин). Всё заливается говяжьим бульоном и тушится около 20 минут. В конце добавляются отваренные в подсоленной воде флекерли.